# Enzo Osella
Vincenzo Osella, detto Enzo (Cambiano, 26 agosto 1939), è un imprenditore italiano, fondatore della casa automobilistica Osella Corse.

## Biografia
I genitori di Enzo Osella, Luigi e Maria Osella, gestirono un negozio di alimentari e un'azienda di trasporti a Volpiano, vicino a Torino, fino alla fine della seconda guerra mondiale. Nel dopoguerra Luigi Osella vendette le attività per rilevare un'autofficina nel centro storico di Torino. Dopo aver terminato la scuola, Enzo Osella inizia a lavorare in una fabbrica di ghiaia e contemporaneamente aiuta suo padre in officina.
Uno dei clienti di suo padre era un pilota di rally per hobby. Dal 1957 utilizza Enzo Osella come navigatore in diverse gare di rally, tra cui il Rally del Sestriere. Nello stesso anno, Osella guida per la prima volta in un rally sulla Fiat 600 di sua sorella, ma senza successo. Con il sostegno del padre, Osella acquista una Lotus Eleven, che modifica personalmente. Con questa vettura, equipaggiata con motore Osca e differenziale Alfa Romeo, Osella partecipa successivamente a diverse cronoscalate su strada e in collina.
Nel 1963, Osella inizia a lavorare con Carlo Abarth, come collaudatore, e acquisisce conoscenze sulla produzione di telai e motori, nonché sugli aspetti della messa a punto. In questo periodo Osella ha lavorato anche come meccanico e supervisore piloti nelle gare per il team Abarth. Alla fine del 1964 Enzo Osella si mette in proprio, rilevando una delle aziende Abarth a Torino.
Nel 1971 Carlo Abarth vendette i diritti di denominazione e gli stabilimenti di produzione alla Fiat e si ritirò a Vienna, vendendo il reparto corse a Enzo Osella, che ha continuato a gestirlo con il nome di Osella Corse. La casa esordì nelle gare di salita per poi costruire la prima Formula Ford e successivamente la prima Formula 2 nel 1974.
Lo sbocco naturale fu la Formula 1 in cui la casa partecipò dal 1980 al 1990 ottenendo come miglior risultato il 4º posto al Gran Premio di San Marino 1982. Nel 1991 e 1992 fu rilevata dal principale sovvenzionatore e gareggiò col nome di Fondmetal.
Dopo la chiusura del progetto Formula 1 per difficoltà economiche la Osella si è di nuovo concentrata sulla produzione di vetture sport prototipo, settore dal quale non si è mai staccata.

## Vita privata
Enzo Osella è sposato. Ha una figlia e ha avuto un figlio, nato nel 1968 e morto nel 1991.